# 夏科港
65°4′S 64°0′W / 65.067°S 64.000°W
夏科港（法語：Port-Charcot）是南極洲的海灣，位於威廉群島的布斯島西部，處於夏科港和薩彼里埃灣之間，該海灣由法國探險隊繪入地圖，以該國的神經學家命名。